# 金巴利街
22°18′1.7346″N 114°10′27.4008″E / 22.300481833°N 114.174278000°E
金巴利街 （英語：Kimberley Street），是位於香港九龍尖沙咀的街道。 金巴利街在天文臺道與加拿分道之間。 金巴利街最著名是有眾多韓國料理餐廳及士多，尤其是在2005年韓流韓劇來香港之後。 所以金巴利街又有稱為「小韓國」，不少店舖招牌韓文、中文、英文並用。
金巴利街東西走向，與金巴利道和加連威老道平行。

## 鄰近
- 君怡酒店
- The ONE
- 中國五礦大廈
- 金巴利街街市
- 尖沙咀皇悅酒店

## 交通
港鐵
- █  荃灣綫：尖沙咀站B2出口